# Andrea Piccolo
Andrea Piccolo (født 23. marts 2001) er en italiensk professionel cykelrytter, der senest kørte for EF Education-EasyPost.